# Acmaeodera inopinata
Acmaeodera inopinata  (лат.) — вид жуков-златок рода Acmaeodera из подсемейства Polycestinae (Acmaeoderini). Распространён в Новом Свете. Кормовым растением имаго являются: Happlopappus pinifolius (Barr 1972:150), а у личинок — неизвестны.
Вид был впервые описан в 1972 году американским колеоптерологом Уильямом Барром (William F. Barr, University of Idaho, Moscow, США).